# Knightsbridge Cemetery
Le Knightsbridge Cemetery (le cimetière du Pont des Chevaliers) est un cimetière militaire de la Première Guerre mondiale, situé sur le territoire de la commune de Mesnil-Martinsart, dans le département de la Somme, au nord-est d'Amiens.

## Localisation
Ce cimetière est situé à 1 km au nord du village. On y accède par la route goudronnée Chemin Blanc, puis par un chemin de terre. À 100 m au sud, on aperçoit le cimetière Mesnil Ridge Cemetery. Le mémorial terre-neuvien de Beaumont-Hamel est situé à 400 m au nord.

## Histoire

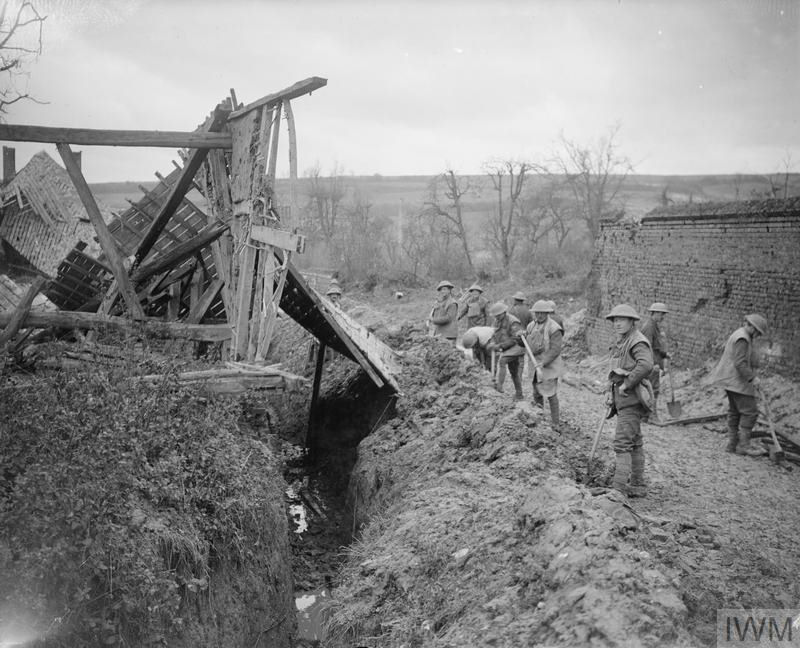
Photo de 1916 montrant les soldats britanniques à proximité du Knightsbridge Cemetery.

Le cimetière, qui tire son nom d'une tranchée de communication située à proximité, a été commencé en juillet 1916, début de la bataille de la Somme pour inhumer les nombreuses victimes des violents combats. Il a été utilisé par les unités combattant sur ce front jusqu'au retrait allemand en février 1917 sur la Ligne Hindenburg et a été à nouveau utilisé par les unités combattantes du fin mars à juillet 1918, lorsque l'avancée allemande ramène la ligne de front sur l'Ancre.
Ce cimetière comporte 548 tombes de soldats du Commonwealth, dont 141 ne sont pas identifiés.

## Caractéristiques
Le cimetière a un plan rectangulaire de 50 m sur 25. 
Il est entouré d'un mur de moellons en pierre.
Le cimetière a été conçu par Sir Reginald Blomfield.

## Galerie

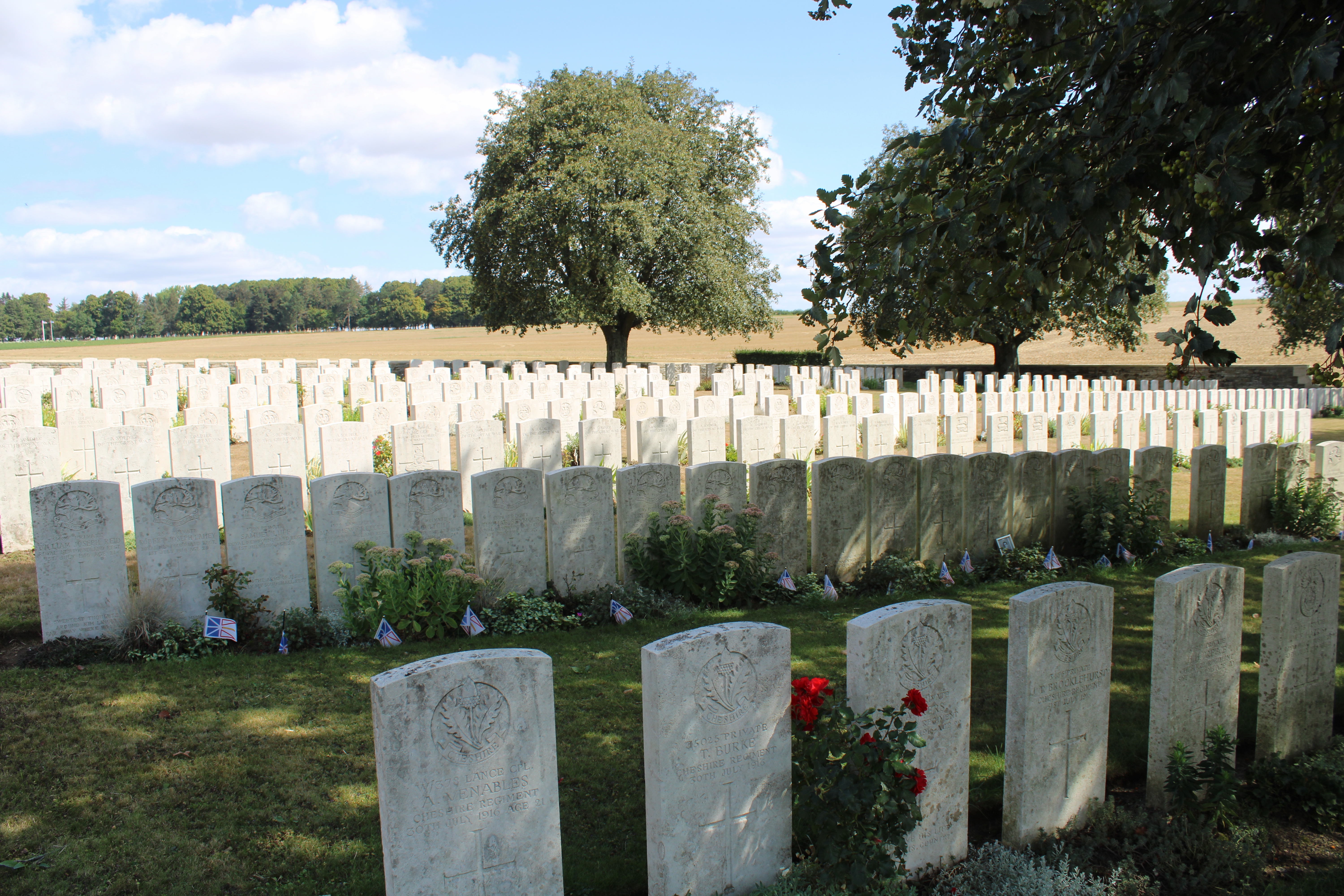
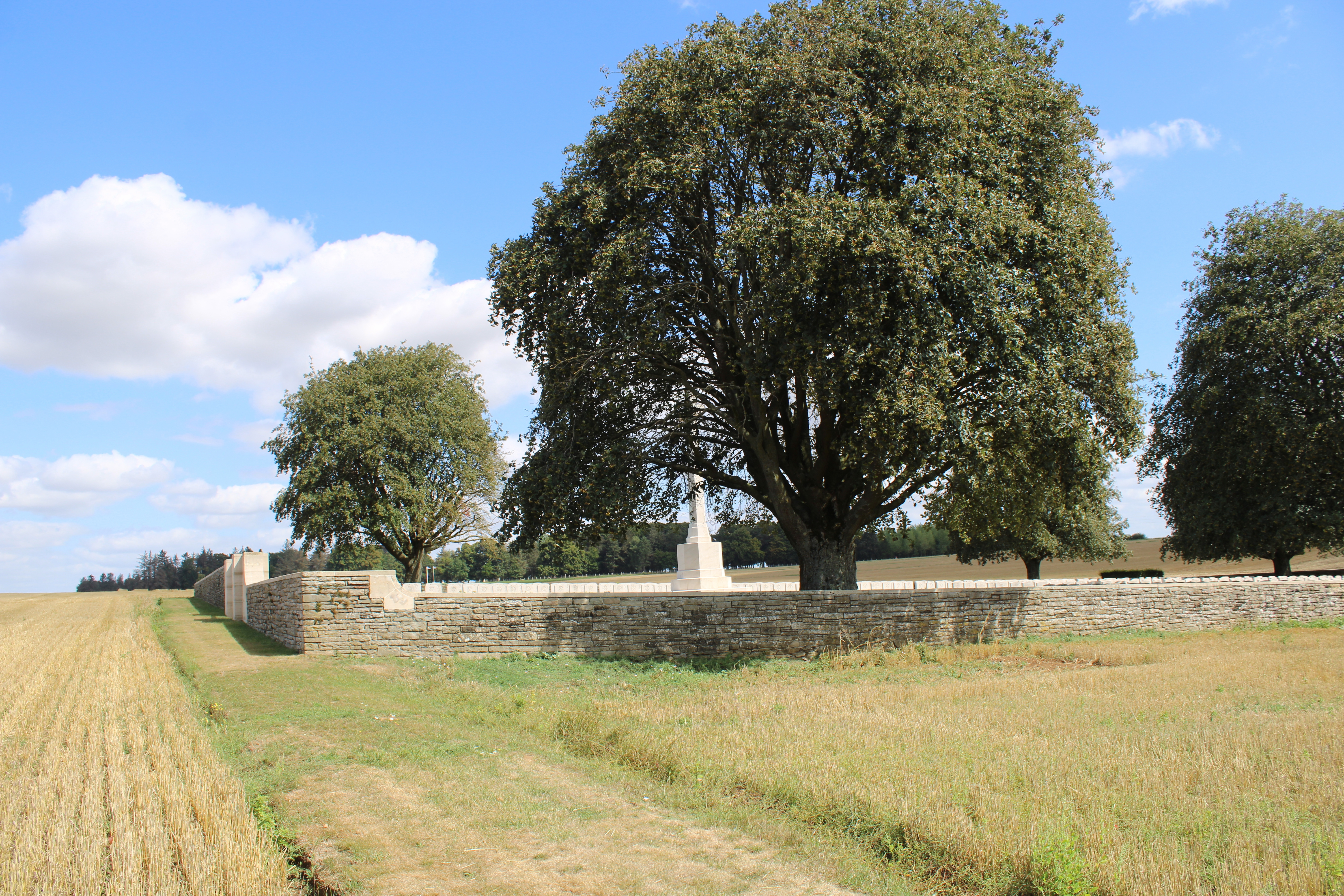
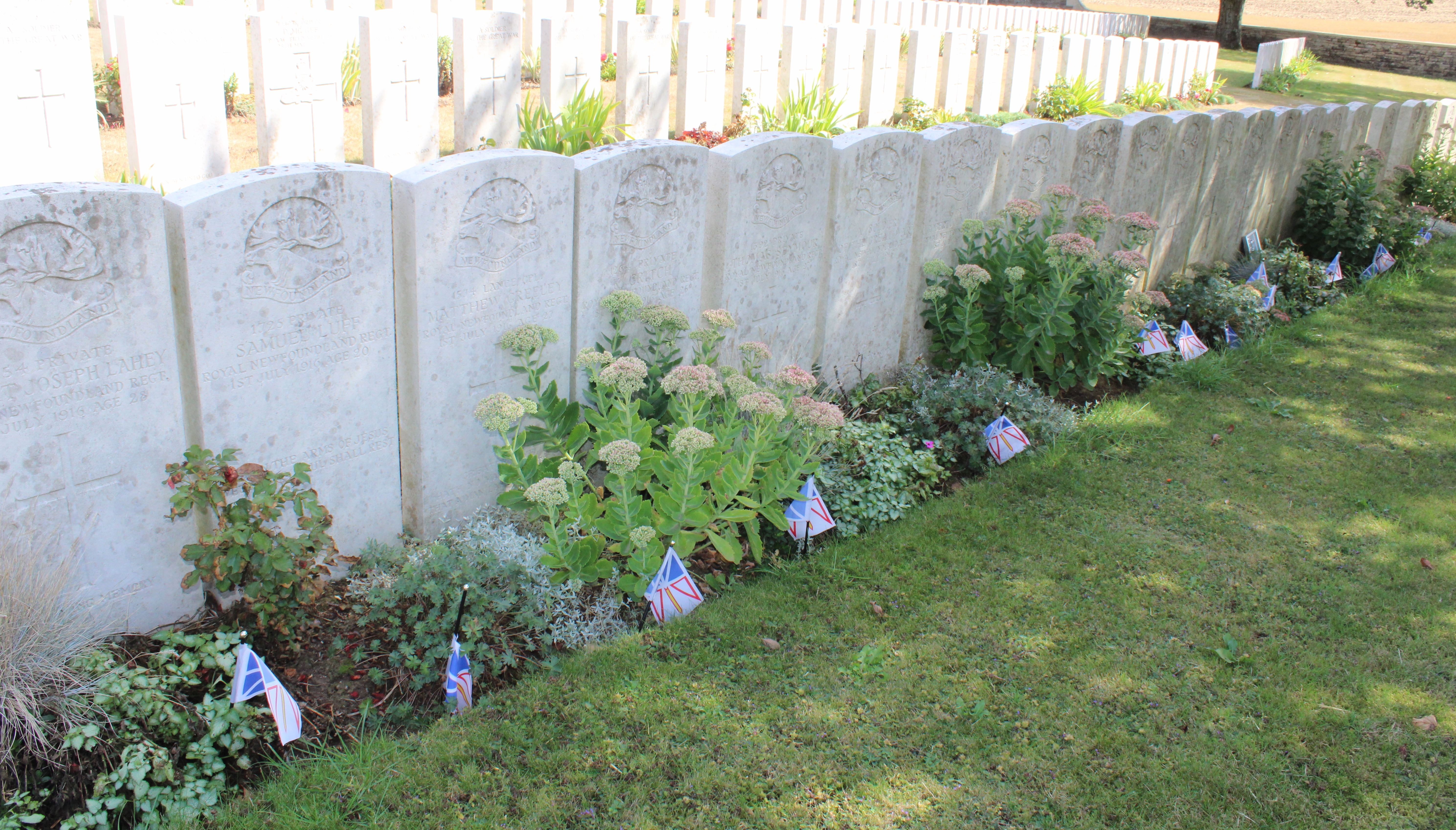
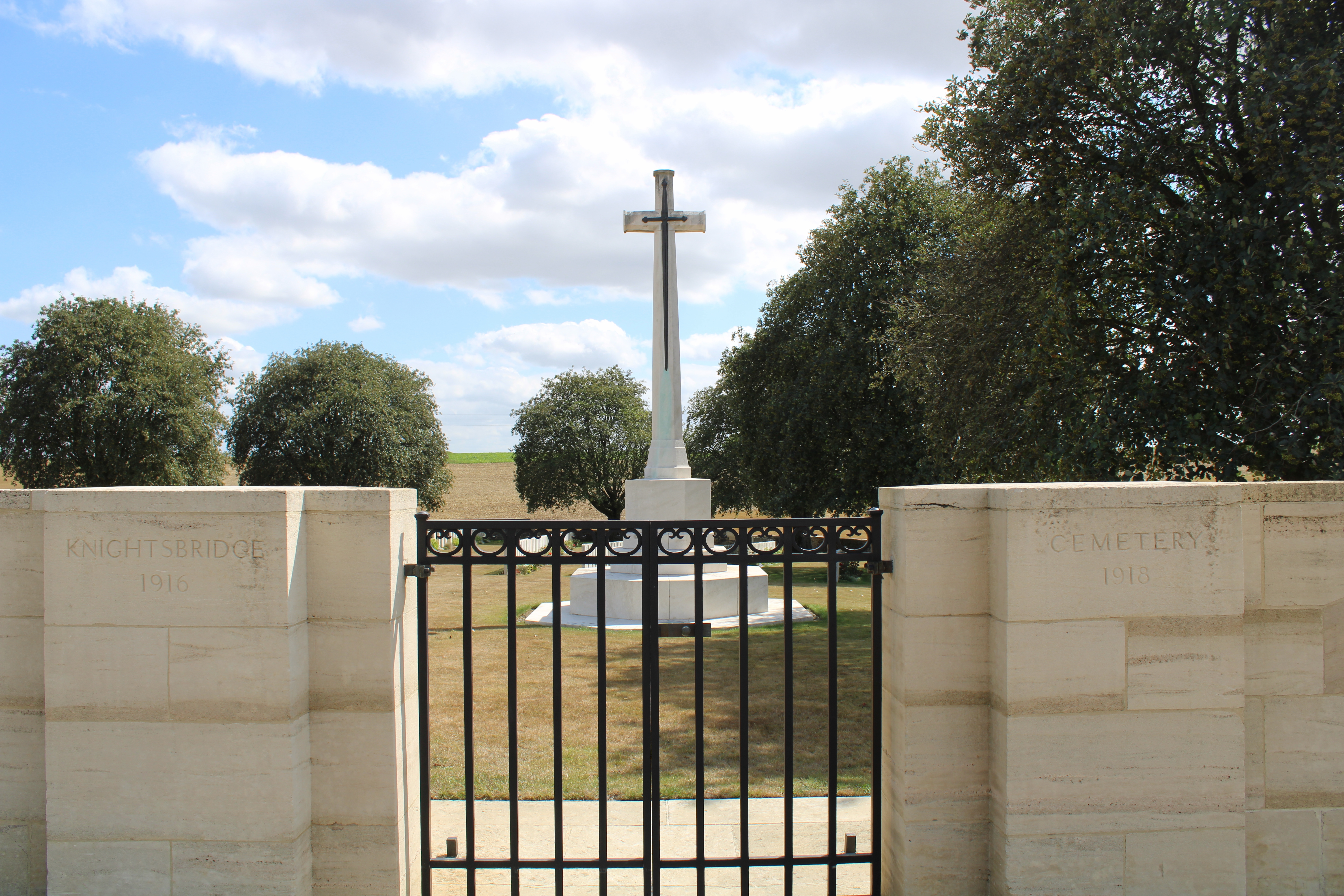
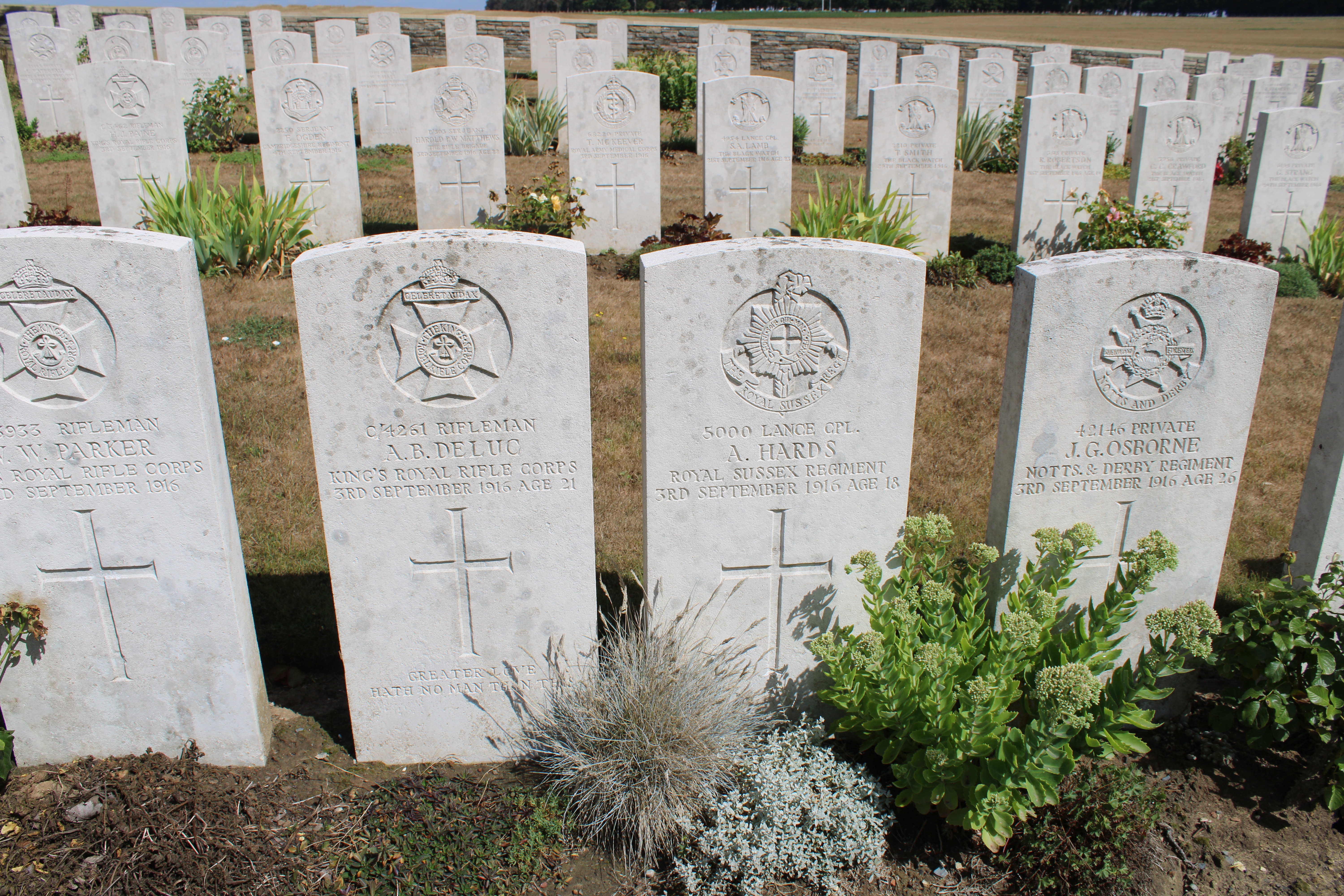
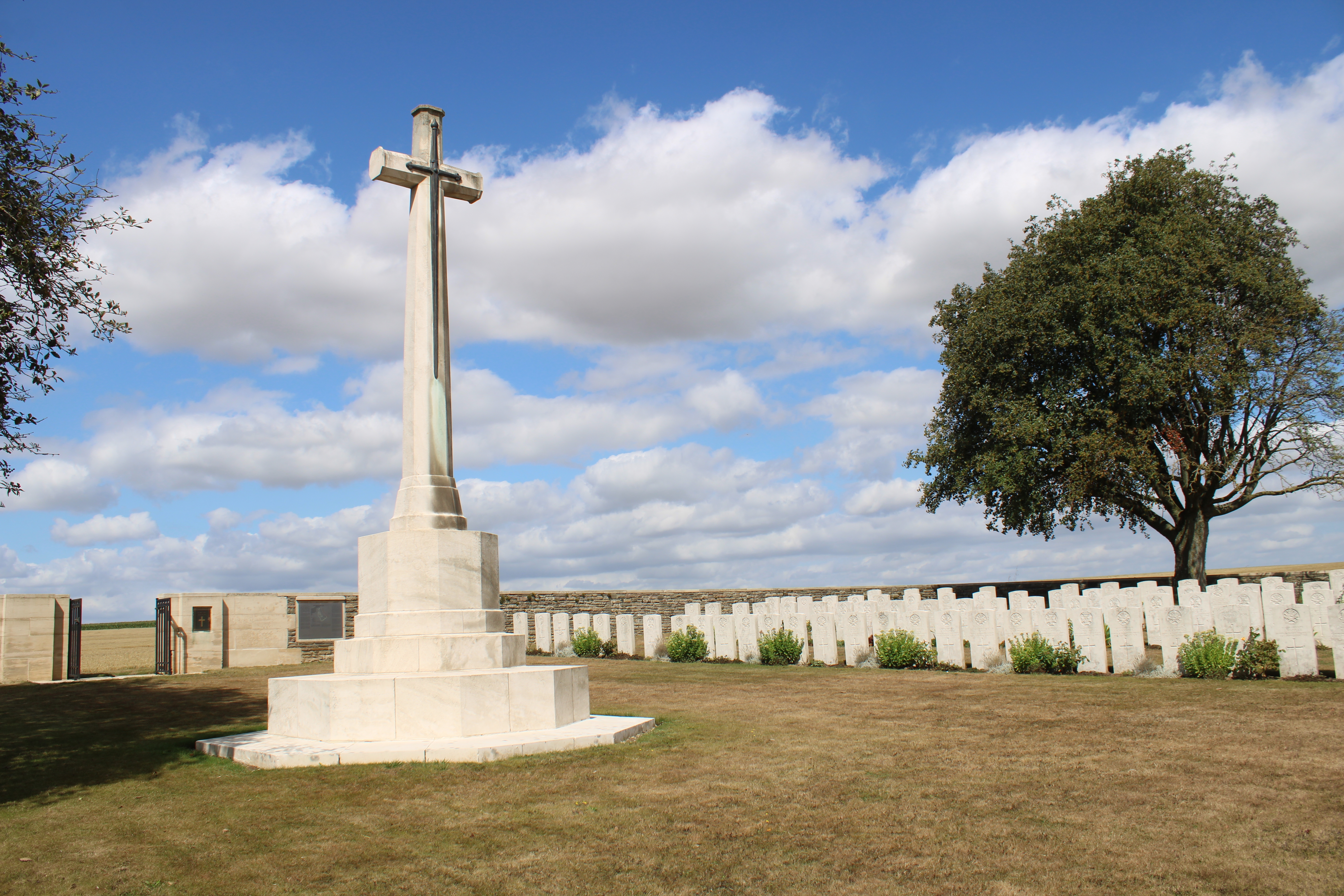

## Sépultures
| Pays             | Sépultures |
| ---------------- | ---------- |
| Royaume-Uni      | 491        |
| Australie        | 1          |
| Canada           | 38         |
| Nouvelle-Zélande | 18         |
| Total            | 548        |